# .th
.th ist die länderspezifische Top-Level-Domain (ccTLD) des Staates Thailand. Sie wurde am 7. September 1988 eingeführt und wird vom Thai Network Information Center Foundation in Bangkok verwaltet. Als internationalisierte länderspezifische Top-Level-Domain in Thai ist auch .ไทย verfügbar.

## Eigenschaften
Neben .th gibt es zahlreiche Second-Level-Domains, die sich an bestimmte Interessenten richten:
- .ac.th für Bildungseinrichtungen
- .co.th für kommerzielle Unternehmen
- .go.th für Behörden und Regierung
- .mi.th für die thailändischen Streitkräfte
- .or.th für Nichtregierungsorganisationen
- .net.th für Anbieter von Telekommunikationsdiensten
- .in.th für Organisationen und Einzelpersonen

## Sonstiges
Im Zuge der Einführung neuer Top-Level-Domains wurde auch die Endung .thai beantragt. Jedoch kamen bereits im September 2012 Zweifel auf, die Adresse können mit .th verwechselt werden. Im November 2013 lehnte die Internet Corporation for Assigned Names and Numbers die Bewerbung um .thai schließlich endgültig ab.